# Бернардин II Савойски-Ракониджи
Вижте пояснителната страница за други личности с името Бернардин.
Бернардин II Савойски-Ракониджи, нар. Монсиньор на Ракониджи (на италиански: Bernardino II di Savoia-Racconigi, soprannominato Monsignor di Racconigi; * ок. 1540, Торино, Савойско херцогство; † 4 ноември 1605, Ракониджи, пак там), е граф на Ракониджи и Панкалиери (1581 – 1602), кавалер на Върховния орден на Пресветото Благовещение (25 март 1569), капитан на Стрелците на Херцогските телохранители (от април 1564).
Той освен това получава инвеститура с Теджероне (12 януари 1582) заедно с брат си Йоан Батист, инвеститура с Кавур и Вилафранка (13 февруари 1583), господар е на Бардже (от 1591), на Мотуроне (от 1599), инвеститура с Теджероне (9 юни 1598, но го преотстъпва).

## Произход
Бернардин е син на Филип Савойски-Ракониджи (* ок. 1510 † 1581), сеньор на Ракониджи и Милябруна с ½ Панкалиери и Кастелрайнеро, граф на Панкалиери, и на съпругата му – благородничката Паола Коста ди Бене от господарите на Мирадоло. Има четирима братя и пет сестри:
- Йоланта
- Франциск († 1571), паж на Краля на Испанския Филип II, след това развива военна кариера
- Амадей Лудвиг († 1571), свещеник, титуляр на Оратория на Св. Мария до Ракониджи (9 март 1562), прокурор на баща си за събирането на суми от ковчезниците на Франция (12 септември 1571)
- Филиберт († 1585), кавалер на Ордена на Св. Маврикий и Св. Лазар (25 февруари 1573), комендант (11 април 1574)
- Бона († 1606)
- Клавдия († 1617)
- Луиза
- Октавия
- Йоан Батист (* 1549, † 1585), свещеник, титуляр на Ораториума на Св. Мария в Ракониджи, абат на Сан Бениньо (от 1581), апостолски протонотариус и посланик в Рим (през 1582), напуска църковната кариера (1582); инвеститура с Теджероне (12 януари 1582), маркиз на Теджероне (20 юни 1583), маркиз на Киуза (Ла Клюз) (20 юли 1583), Somiglier de corps (1583), рицар на Висшия орден на Светото Благовещение (1585).

Има и една полусестра – Вероника, припозната от баща му на 26 септември 1603 г.

## Биография
През 1559 г., заедно с баща си и чичо си Клавдий Бернардин (наричан „Монсиньор на Кавур“), отива в Париж на сватбата на савойския херцог Емануил Филиберт Савойски с Маргарита дьо Валоа. На връщане остава в Ница поне до май 1561 г., където му е даден военен гарнизон.
През 1561 г. придружава баща си в долините на валденсите за преговори с тях, които водят до Споразумението от Кавур (на итал. Convenzione di Cavour), с което херцог Емануил Филиберт Савойски признава на валденсите правото публично и свободно да изповядват своето вероизповедание в границите на някои общности на Вал Пеличе. През септември същата година Бернардин се представя на кардинал Карл Боромео в Рим, който го приема добре.
През април 1564 г. става капитан на Стрелците на гвардията за охрана на Кралския дворец в Торино. През 1566 г. Савойският херцог го праща в Унгария начело на 11 военни батальона в подкрепа на Императора на Свещената Римска империя срещу Османската империя. На 11 юли Бернардин пристига във Виена, където остава поне до ноември и след приключването на кампанията, в която не участва поради болест.
През март 1567 г. е в Торино, където присъства на кръщенето на малкия принц на Пиемонт Карл Емануил.
На 25 март 1569 г. е провъзгласен за Кавалер на Висшия орден на Светото Благовещение. От своя братовчед Савойския херцог получава по-нататъшни малки феоди с големи приходи от тях.
През 1571 г. херцог Емануил Филиберт му поверява командването на савойския контингент, който трябва да участва в обсадата на Тунис. В началото на 1572 г. Бернардин е в Мадрид, а през 1573 г. е в Тунис под командването на дон Хуан Австрийски.
През 1574 г. е назначен начело на двора, създаден тогава за младия принц на Пиемонт Карл Емануил. През този период влиянието на Савоя-Ракониджи върху двора в Торино е значително. През 1575 г. Бернардин II заедно с брат си Клавдий е част от Регентския съвет в помощ на Принца на Пиемонт по време на отсъствието на херцог Емануил Филиберт.
На 30 август 1580 г. савойски херцог става Карл Емануил I и ролята на Бернардин и на съпругата му Изабела дьо Грийе (гувернантка на принца след смъртта на Мария Гонди през април 1580 г.) нараства още повече заедно с профренската фракция в двора, ръководена от тях в опозиция на происпанската начело с адмирал Андреа Прована ди Лейнѝ. Дълги години Бернардин е фаворит на херцога.
През септември 1581 г. умира баща му Филип и Бернардин става негов наследник под името Бернардин II. 1582 г. слага временен край на блестящата политическа кариера на Бернардин II. В подкрепа на съюза на Савойското херцогство с Кралство Франция, ръководено от крал Анри III, той убеждава херцог Карл Емануил I Савойски да се омъжи за френската принцеса Кристина Лотарингска, влизайки в тесен съюз с Херцозите на Гиз (начело на католическата фракция във френския двор). За да стори това обаче херцогът иска френската подкрепа за превземането на Женева, която така и така не идва. Бернардин II на два пъти се опитва да превземе неуспешно града, което води до криза на профренската фракция в савойския двор заедно с нарастването на влиянието на происпанската фракция начело с Прована ди Лейни. Предвид нестабилното положение на Бернардин II в двора той взема решение да го напусне. Белег за разрива в отношенията е и решението на Савойския херцог от 21 октомври 1584 г. да продаде двореца на Бернардин II в Торино (днешен Палат Киаблезе).
От 1584 до 1597 г. Бернардин II живее в семейното владение в Ракониджи, занимавайки се с управление на семейните феоди. Там широко използва местния замък, където създава свой малък двор, обграждайки се с влиятелни лица, обогатяващи града с вили и дворци. През 1600 г. той прави забележително дарение за изграждането на местната църква на Св. Рох (Chiesa di San Rocco) на пътя към Кавалермаджоре, и започва работа по разширяването на Доминиканския манастир в Ракониджи, завършен през 1604 г. Той също така се ангажира с развитието на местната копринена индустрия, широко популяризирана от баща му.
Бернардин II се връща в Торинския двор за важни церимонии, но присъствието му там е формално. През 1588 г. напр. той дори не е осведомен за подготвяната инвазия на Маркграфство Салуцо.
На 6 ноември 1597 г. обаче ситуацията за Бернардин II се променя със смъртта на херцогиня Каталина: той се завръща в Торино като част от Регентския съвет за управление на Савойското херцогство по време на отсъствието на херцог Карл Емануил I. След завръщането си в Торино херцогът започва отново да му поверява важни задачи: през 1598 г. напр. той отвежда децата на херцога в Мондови далече от чумната епидемия в Торино. Дворът на Бернардин II започва отново да привлича влиятелни лица като органиста и композитора Клаудио Меруло, който през 1604 г. му посвещава „Втора книга от магдригали на 5 гласа“ (Secondo libro de’ madrigali a cinque voci).
В завещанието си от 1605 г. херцог Карл Емануил I изисква Бернардин II да е част от Регентския съвет в помощ на младия принц Виктор Амадей I. Бернардин II обаче умира в Ракониджи на 4 ноември 1605 г. и понеже е бездетен и всичките му братя са починали без наследници, титлата му изчезва. Погребан е в църквата „Слуги на Дева Мария“ (Servi di Maria) в Ракониджи, но през 20 век тялото му и това на съпругата му са препогребани по нареждане на крал Виктор Емануил III в параклиса на Кралския замък в Ракониджи. Вдовицата му Изабела дьо Грийе урежда наследството на Савоя-Ракониджи да бъде дадено на херцог Карл Емануил I, но запазва ползването на замъка в Ракониджи до смъртта си, както и богата пенсия. През 1625 г., след смъртта на маркизата, замъкът става херцогска собственост и е предназначен за клона Савоя-Каринян в лицето на принц Томас Франциск Савойски-Каринян.

## Брак и потомство
∞ 9 февруари 1577 в Ракониджи за френската благородничка Изабела Грийе дьо Помие (* 1552, † 1625), маркиза на Ла Клюз, дъщеря на Никола Грийе, граф на Сен Рике, и на съпругата му Мария Гонди, леля на Бернардин II (която овдовява и се омъжва за чичо му Клавдий през 1573 г.). Двойката е бездетна.